# مارسل-ارنست بیدو
مارسل-ارنست بیدو (فرانسوی: Marcel-Ernest Bidault‎؛ زادهٔ ۱۱ مهٔ ۱۹۳۸) دوچرخه‌سوار اهل فرانسه است.